# العيمران (العرش)

تعديل مصدري - تعديل

حارة العيمران هي إحدى حارات مدينة ملاح أحد مدن محافظة البيضاء، بلغ تعداد سكانها 769 نسمة حسب تعداد اليمن لعام 2004.